# Dustin Bomheuer
Dustin Bomheuer (* 17. April 1991 in Recklinghausen) ist ein deutscher Fußballspieler, der zuletzt beim 1. FC Magdeburg unter Vertrag stand.

## Karriere
Im Jahr 2010 wechselte er von der A-Jugend der SG Wattenscheid 09 zur zweiten Mannschaft des MSV, mit der er zwei Jahre in der NRW-Liga spielte. Während der Vorbereitung zur Saison 2012/13 konnte er auf sich aufmerksam machen und gab sein Debüt in der 2. Bundesliga am 12. August 2012 beim Spiel gegen den SSV Jahn Regensburg. Sein erstes Tor im Profibereich erzielte Dustin Bomheuer am 10. März 2013 bei der 2:4-Niederlage gegen Hertha BSC, per Kopf traf er zum Endstand.
Zur Saison 2013/14 wechselte Bomheuer zu Fortuna Düsseldorf. Er unterschrieb beim Bundesliga-Absteiger einen Vertrag bis zum 30. Juni 2015. Der zum Saisonende 2014/15 endende Vertrag wurde seitens des Vereins nicht verlängert. Daraufhin kehrte der Spieler zum wieder in die 2. Bundesliga aufgestiegenen MSV Duisburg zurück. 2016 stieg er erneut mit dem MSV in die 3. Liga ab, der sofortige Wiederaufstieg wurde in der Folgesaison erreicht, 2019 musste die Mannschaft erneut den Gang in die Drittklassigkeit hinnehmen.
Zur Drittligasaison 2019/20 erhielt der Verteidiger einen Zweijahresvertrag beim Mitabsteiger 1. FC Magdeburg.